# Aziende della comunicazione unite
Aziende della comunicazione unite (acronimo: UNA) è l'associazione unitaria italiana dei consulenti della pubblicità e della comunicazione. È nata nel 2019 dall'unione di due soggetti:
- l'«Associazione aziende di comunicazione» (in passato OTIPI[3], AssAP, Assocomunicazioni);
- l'«Unione nazionale imprese di comunicazione».

L'associazione rappresenta l'intera filiera, composta da circa 180 aziende, italiane e multinazionali, nel campo della pubblicità e della comunicazione d'impresa per rappresentarla in modo unitario nelle sedi in cui vengono discusse e decise le questioni che riguardano la pubblicità nazionale, nonché per promuoverne l'attività.

## Storia
Nel 1949 viene costituita a Milano la OTIPI come associazione di categoria delle agenzie pubblicitarie operanti in Italia.
La OTIPI, poi AssAP, riuniva le principali agenzie di pubblicità a servizio completo, ovvero quelle che curavano tutti i servizi connessi all'investimento pubblicitario, dalla strategia di marketing e relative ricerche di mercato, alla vera e propria attività creativa, fino alla pianificazione e all'acquisto degli spazi e tempi pubblicitari.
L'associazione è stata promotrice ed è membro dell'Istituto dell'Autodisciplina Pubblicitaria e di Pubblicità Progresso. Le campagne di PP sono create gratuitamente da agenzie associate all'associazione.
Il 15 gennaio 2019 un consiglio straordinario ha deliberato la fusione con l'Unione nazionale imprese di comunicazione (Unicom) per la costituzione di un nuovo soggetto unitario. Protagonista dell'iniziativa unitaria è stato Alessandro Ubertis, ultimo presidente di Unicom.
Nello stesso anno l'associazione entra a far parte di «Confindustria Intellect», la federazione italiana della comunicazione, consulenza, ricerche e web publishing (pubblicazione di contenuti originali sul web) aderente a Confindustria.
Nel 2020 confluisce in UNA l'Associazione italiana delle agenzie di relazioni pubbliche (Assorel), la terza grande associazione italiana di professionisti della comunicazione.

## AssAP Servizi
Nel 1994 l'allora AssAP ha costituito una società per azioni, la AssAP Servizi s.p.a., per fornire servizi legali, fiscali alle imprese associate. Dal 2019 il presidente di AssAP Servizi è Eugenio Bona.
AssAP Servizi è socia degli enti di rilevazione Accertamenti Diffusione Stampa, Auditel, Audipress, Audiweb.